# Мотовиловская Слободка
Мотови́ловская Слобо́дка (укр. Мотовилівська Слобідка) — село, входит в Фастовский район Киевской области Украины.
Население по переписи 2001 года составляло 682 человека. Почтовый индекс — 08524. Телефонный код — 4565. Занимает площадь 2,13 км². Код КОАТУУ — 3224984501.

## Местный совет
08524, Київська обл., Фастівський р-н, с.Мотовилівська Слобідка, вул.Леніна,12